# Aeroport Internacional de Samarinda
L'Aeroport Internacional de Samarinda - abreviació: BSB; en francès: Aéroport international de Samarinda; en xinès: 沙馬林達國際機場; en anglès: Samarinda International Airport - o també conegut com a Aeroport de Sungai Siring és un aeroport internacional que dona servei a Indonèsia, Àsia Sud-oriental. És operat per l'Autoritat Aeroportuària de Samarinda i és el principal centre de connexions de Kaltim Airlines.
La terminal de passatgers de l'aeroport va ser dissenyada per Waskita Karya. Aquesta infraestructura substitueix a l'Antic Aeroport Internacional de Samarinda (més coneguda amb el nom d'Aeroport Internacional de Temindung) que es trobava a la ciutat de Sei Pinang i només tenia una sola pista situada entre els edificis de la ciutat i la riu de Karangmumus.
La construcció del nou aeroport va ser part d'un programa més ampli, Master Plan MP3EI, que també va incloure la construcció d'una nova carretera i un ferrocarril. La construcció va durar vuit anys i va costar prop de 292 milions de dòlars estatunidencs. La Terminal 1 és la tercera terminal de passatgers més gran del Kalimantan Oriental amb 16,468 m².

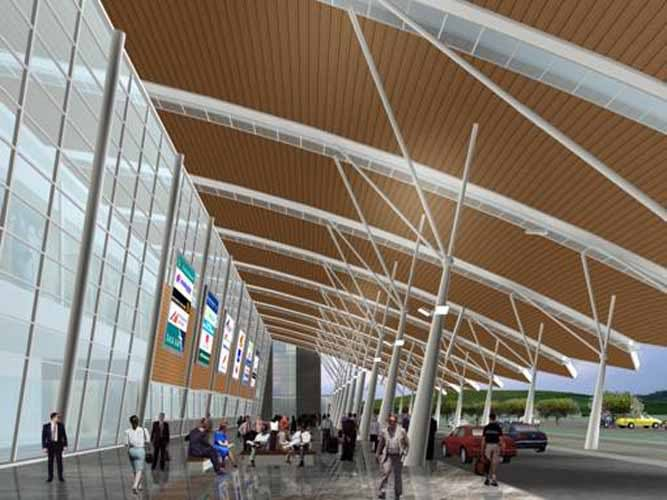
Interior

## Aerolínies i destinacions
| Companyia                                                                                | Destinacions | Terminal |
| ---------------------------------------------------------------------------------------- | --- | -------- |
| Aviastar Kalstar Aviation Malaysia Airlines operat per Maswings Susi Air Wings Air (pla) | Banjarmasin, Denpasar/Bali, Jakarta-Soekarno-Hatta, Makassar, Palangkaraya, Pontianak, Surabaya, Tarakan, Tawau (pla) | 1        |